# Beethoven-Denkmal (Bonner Münsterplatz)

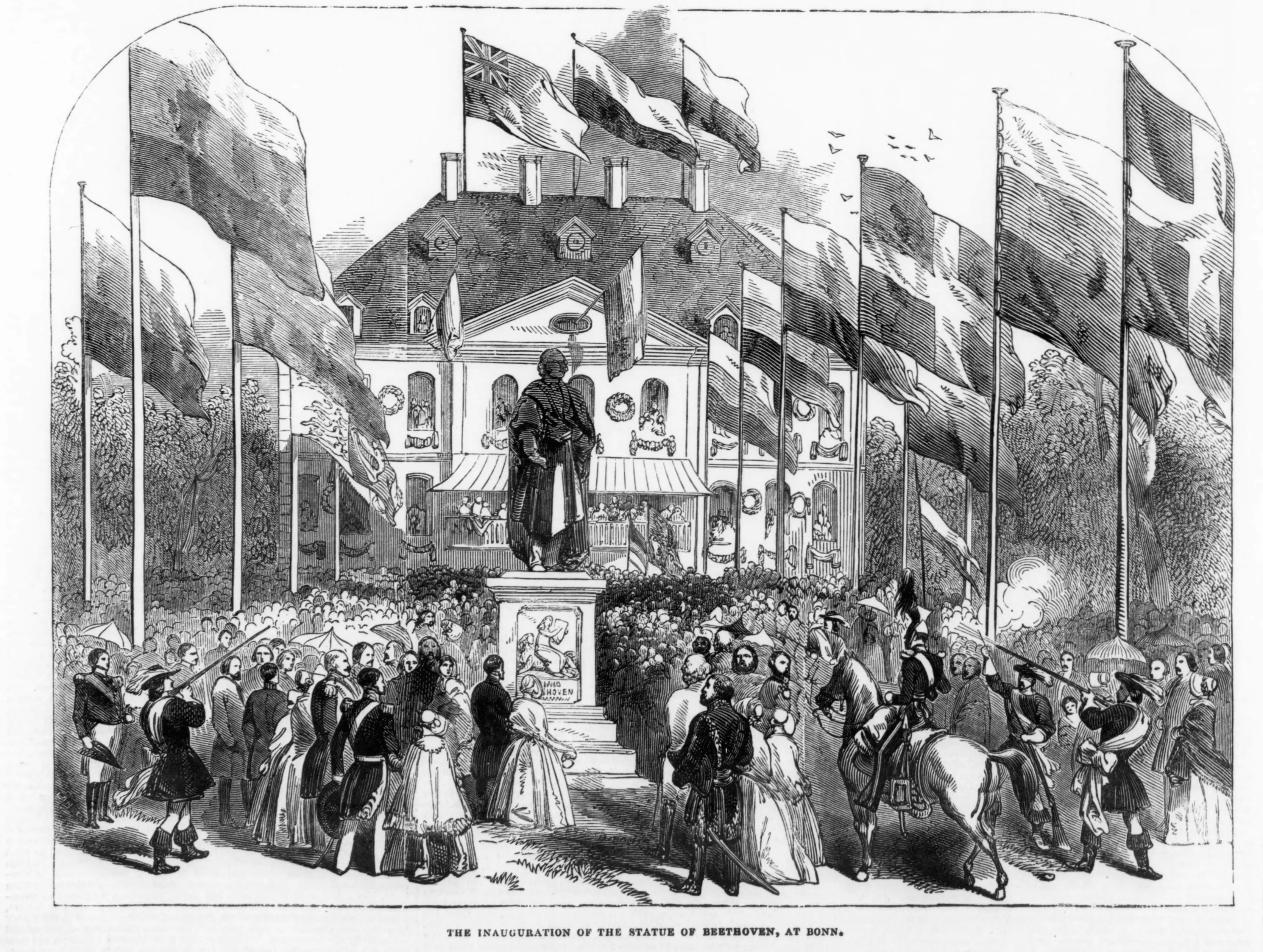
Enthüllung 1845

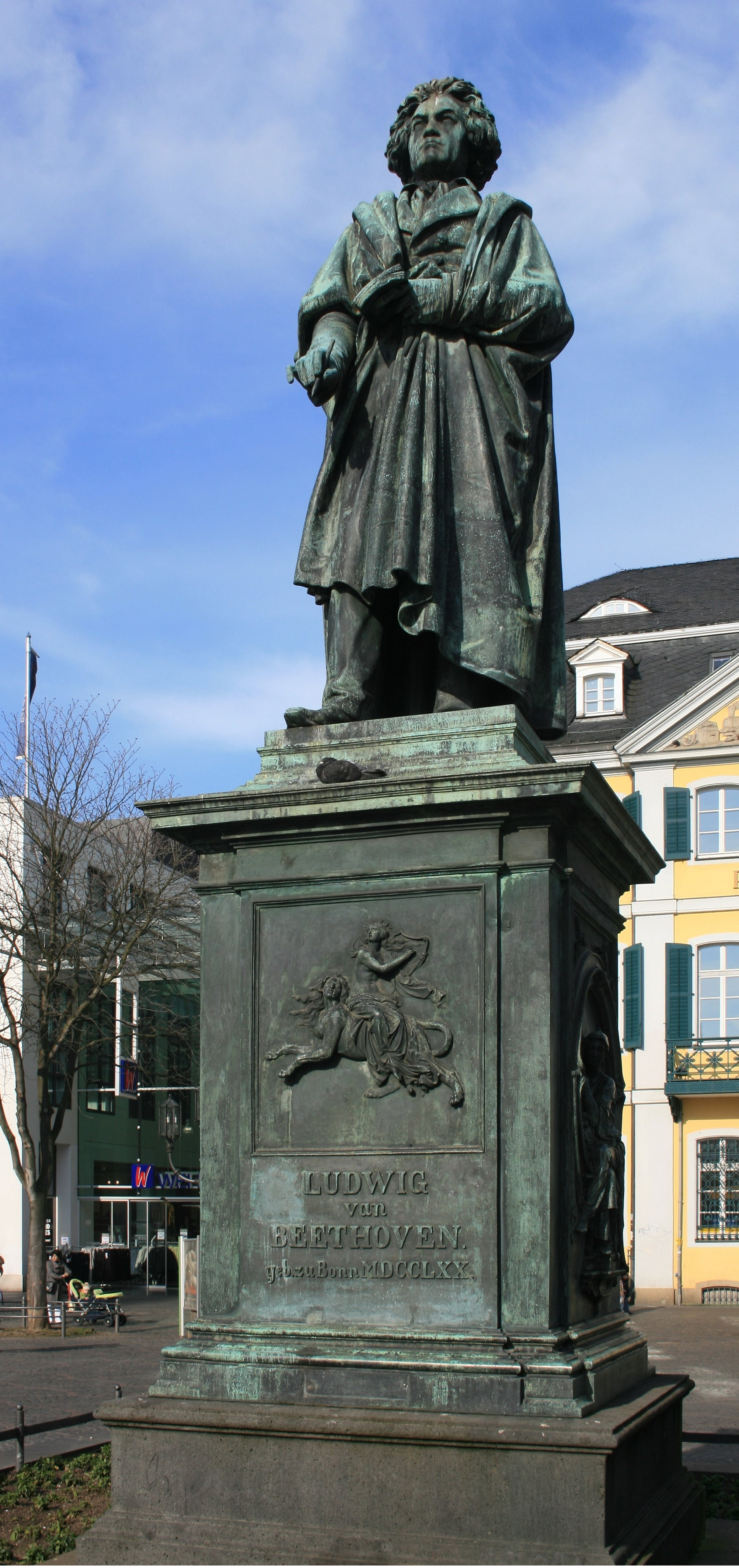
Beethovendenkmal auf dem Münsterplatz in Bonn (Foto: 2008)

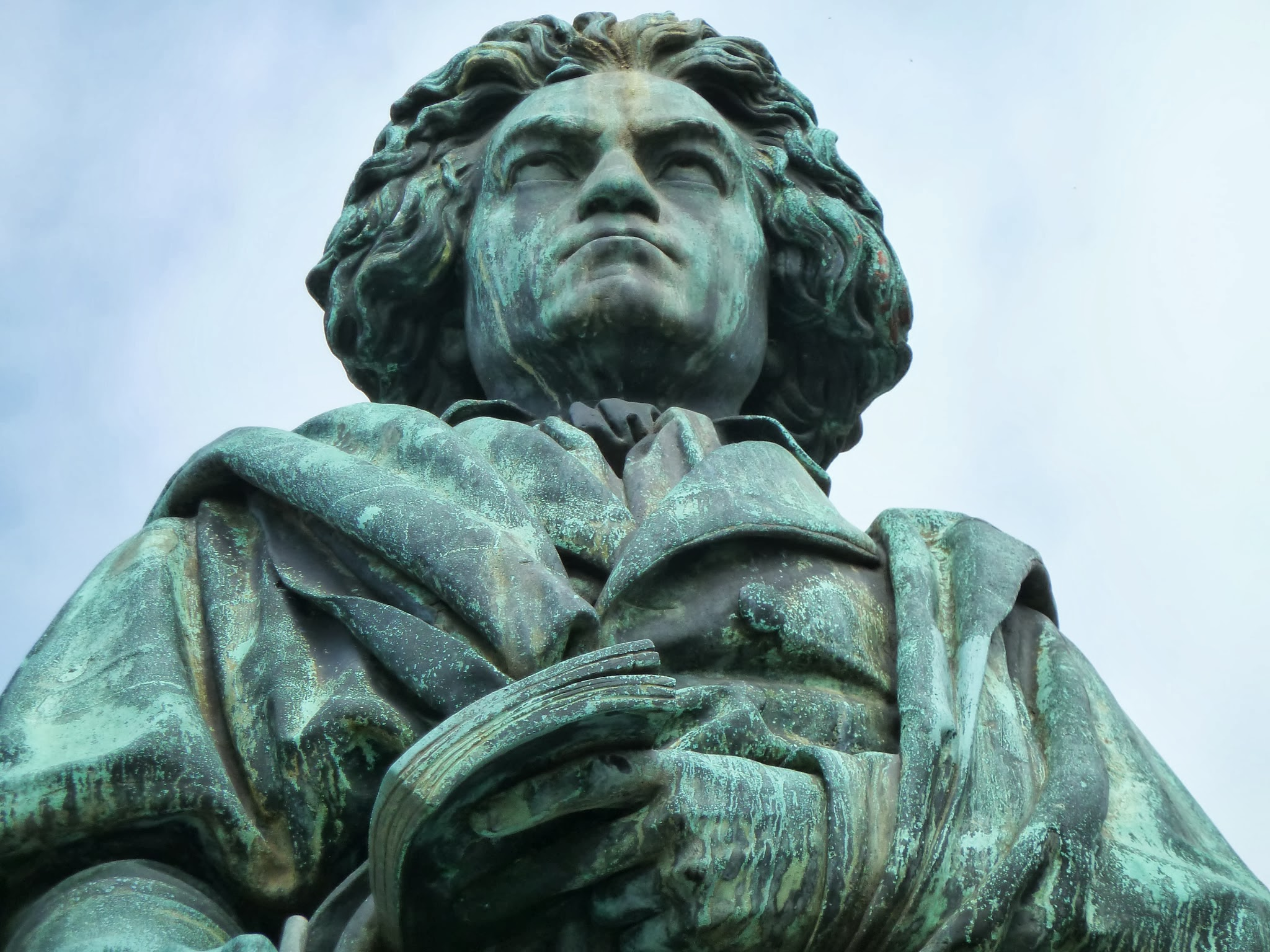
Beethovendenkmal (2013)

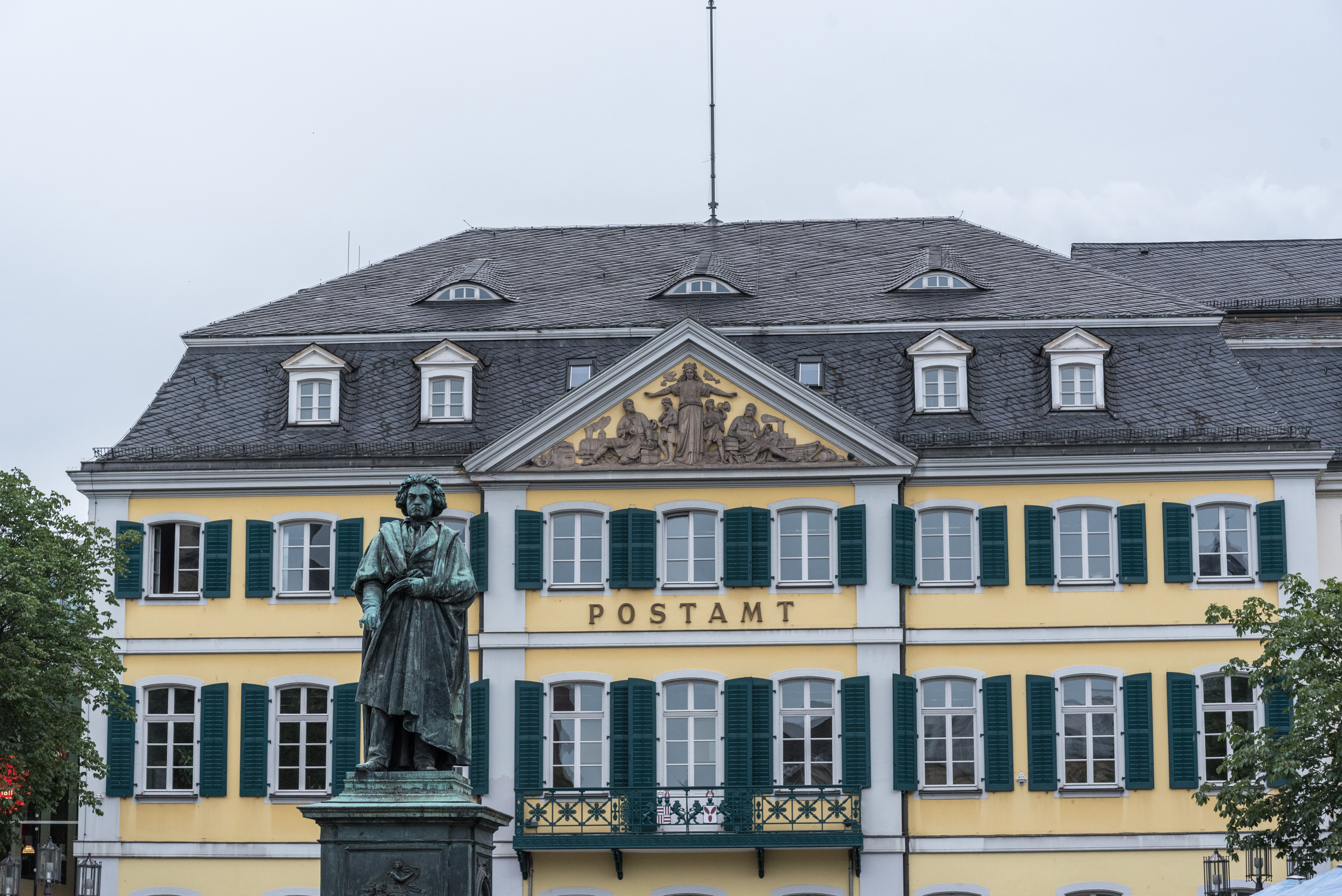
Position des Denkmals vor dem Hauptpostamt (Foto: 2016)

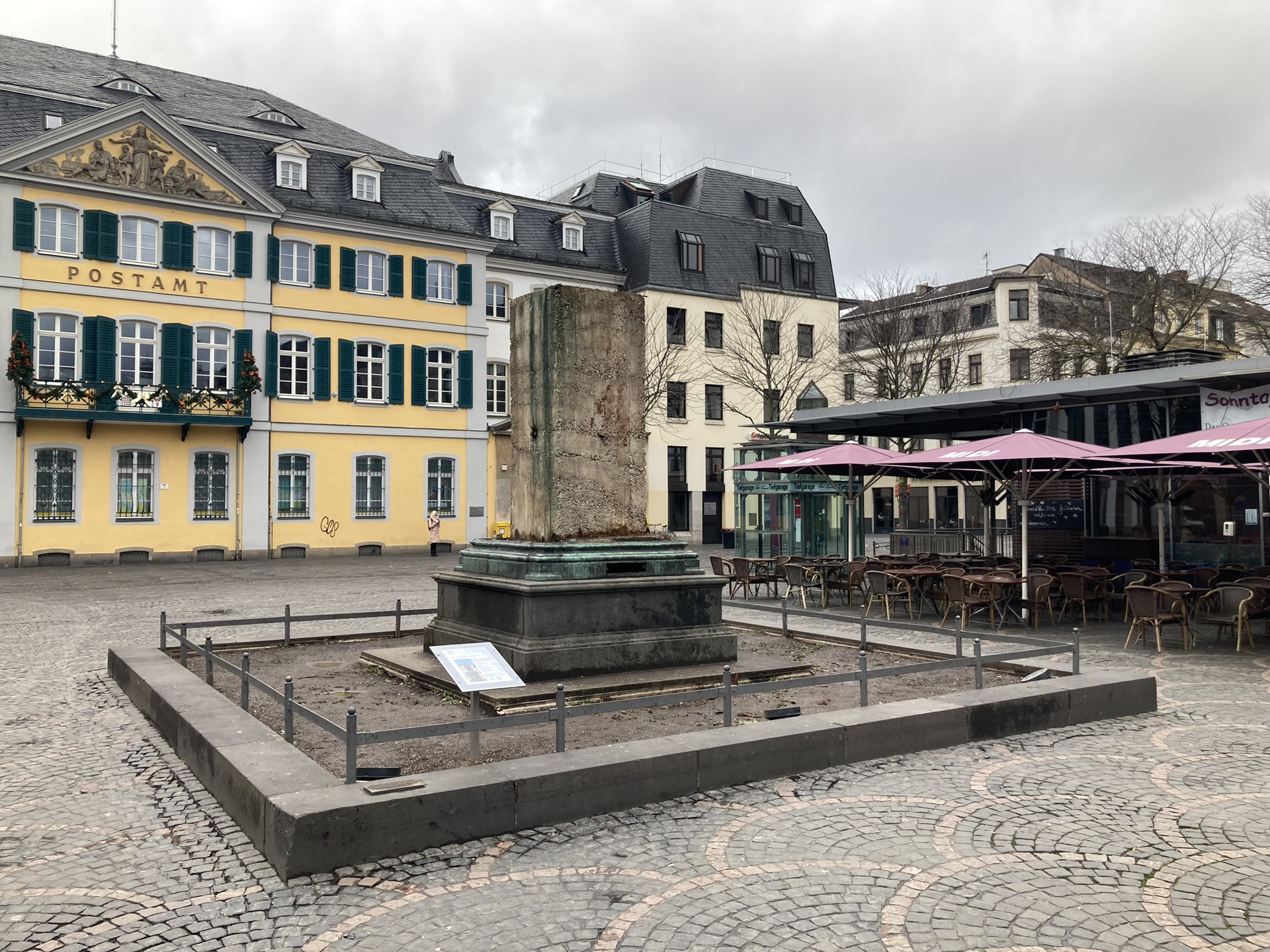
Sockel ohne Verkleidung und Statue im Januar 2022

Das Beethoven-Denkmal auf dem Münsterplatz in Bonn erinnert an den berühmtesten Sohn der Stadt, den Komponisten Ludwig van Beethoven. Das Denkmal aus dem 19. Jahrhundert ist eines der Wahrzeichen der Stadt und ein beliebtes Fotomotiv für Touristen. Es steht als Baudenkmal unter Denkmalschutz.

## Geschichte
Initiator des Denkmals war der Bonner Musikwissenschaftler Heinrich Carl Breidenstein (1796–1876), der seit 1822 an der Universität Bonn tätig war und 1828 zum außerordentlichen Professor ernannt wurde.
Das Denkmal wurde von Ernst Hähnel entworfen und vom Bildhauer und Erzgießer Jacob Daniel Burgschmiet ausgeführt. Am 10. Juli 1845 wurden laut Augsburger Postzeitung Drucke der Missa Solemnis in D-Dur und der 9. Sinfonie in d-Moll – Publikationen des Mainzer Schott-Verlags – in das Postament eingebracht. Die Enthüllungsfeierlichkeiten fanden am 12. August 1845, zum Gedenken an Beethovens 75. Geburtstag und anlässlich des ersten Beethovenfestes statt.
Ein Berichterstatter von damals zählt stolz auf, welche erlauchten Persönlichkeiten an der Beethoven-Feier teilnahmen und stellt dabei Friedrich Wilhelm IV. und dessen „durchlauchtigste Gemahlin“ sowie Ihre Majestät, die regierende Königin Victoria von Großbritannien und Irland und deren Gemahl, Prinz Albert von Sachsen-Coburg-Gotha, heraus:
„Höhepunkt des Festes“, schreibt er, „war ganz ohne Zweifel die Inaugurationsfeier des schönen Beethoven-Monuments auf dem Münsterplatz. Nach dem Hochamt im Münster, bei welchem auch Beethoven’s Missa Nro I (in C) zu Gehör gebracht wurde, fand die Enthüllung des Denkmals statt, das nach den Entwürfen von dem Dresdner Bildhauer Hähnel und dem Gießer Burgschmiet aus Nürnberg kunstvoll verfertigt worden war. Um elf Uhr wurden Ihre Majestäten unter Glockengeläut und Jubelrufen empfangen. Sie genehmigten und unterfertigten in der mit rothem Samt und Gold reichgeschmückten Königlichen Loge huldvollst die Urkunde, die in bleierner, hermetisch verschlossener Kapsel in den Sockel des Standbildes eingesenkt und vermauert wurde. Herr Professor Breidenstein hielt die Festansprache, während welcher, an der passenden Stelle, die deckende Hülle des Monumentes wie durch einen Zauberschlag plötzlich sank, und das höchst gelungene Kunstgebilde in überraschender Vollendung und gerade von den ersten Sonnenstrahlen dieses Tages fast magisch beleuchtet, sich den erwartungsvollen Blicken zeigte.“
Begleitet wurde die Enthüllungsfeierlichkeit von einem mehrtägigen Fest, bei dem Franz Liszt Regie übte. Liszt hatte sich mit der enormen Summe von 2.666 Talern an den Gesamtkosten des Denkmals von 13.000 Talern beteiligt. Als Veranstaltungsort entstand die erste Beethovenhalle.
Lange Zeit war das Hähnelsche Denkmal ein unbestrittenes Wahrzeichen der Stadt Bonn. Vor allem am hundertsten Todestage des Komponisten wurde es mit Blumen und einem Bildnis van Beethovens geschmückt und zum Mittelpunkt der Feierlichkeiten gemacht. Das Protektorat über die vom 21.–31. Mai 1927 stattfindenden Beethoventage hatten der Reichspräsident Paul von Hindenburg und der österreichische Bundespräsident Michael Hainisch übernommen.
Im Herbst 2020 wurden bei einer Begutachtung der Statue Korrosionsschäden festgestellt. Zur Reparatur und Restauration wurde das Denkmal am 5. Januar 2022 vom Sockel abgehoben. Die Statue wiegt 3,2 Tonnen, die Verkleidung des Sockels 3,4 Tonnen. Die Arbeiten wurden im Frühsommer 2022 beendet. Am 14. August 2022 fand eine öffentliche Feier zur Wiedereinweihung im Rahmen des Historischen Spektakel des Schiffervereins Beuel statt, die zum 175. Geburtstag des Denkmals aufgrund der Corona-Pandemie 2020 nicht stattfinden konnte.

## Sockel des Denkmals
Im Sockel des Denkmals gestaltete Hähnel allegorische Darstellungen der verschiedenen Arten der Musik, die Beethoven komponiert hat.
Das Relief der Vorderseite stellt die „Phantasie“ dar. Die tragende Figur ist eine griechische Sphinx mit Frauenkopf und -brust und Löwenleib, emporgelenkt durch eine Lyra spielende Muse.
Die linke Tafel zeigt die „Geistliche Musik“, verkörpert durch die Heilige Cäcilia, die Patronin der Kirchenmusik. Dieses Relief verweist auf Beethovens Messen (C-Dur Messe, Opus 86 und „Missa solemnis“).
Über das rückseitige Relief heißt es in einer Quelle: „Es symbolisiert ‚Die Symphonie‘, hier schlechthin die ‚Eroica‘. Im Mittelfeld Euterpe, die Muse der Tonkunst, lorbeerbekränzt die Lyra erhebend. Die vier sie umschwebenden Genies charakterisieren die vier Sätze der Symphonie: links oben ein Putten-Genius mit dem Schwert, Sinnbild des 1. Satzes (Allegro con brio). Es ist aber nicht das Kriegsschwert Napoleons, den Beethoven erst als Befreier verehrte, später aber als Tyrannen verachtete, sondern das Schwert des Geistes, das trennt zwischen Macht und Menschlichkeit. – Links unten der 2. Satz (Trauermarsch). Ein Knabe wendet die Lebensfackel abwärts, eine Schlange umschlingt seinen Arm mit tödlichem Biß. – Rechts oben der 3. Satz, Scherzo. Trauer überwindende Heiterkeit, der lächelnde Genius hält in der einen Hand die Kastagnetten, in der anderen schwingt er den dionysischen Thyrsos-Stab mit dem Pinienapfel, Symbol der Fruchtbarkeit und entzückten Lebensfreude. – Rechts unten der 4. Satz, Allegro molto. Der Genius schwingt einen Triangel, Sinnbild klingender Heiterkeit und gelösten Jubels.“
Das rechte Sockelrelief schließlich symbolisiert in einer Frauengestalt mit einer Maske auf dem Schoß und einer auf das Haupt zurückgestülpten Larve die dramatische Musik, Erinnerung an „Egmont“ und „Coriolan“, vor allem aber an die Oper, für die Beethoven allein vier Ouvertüren geschrieben hat: „Fidelio“.

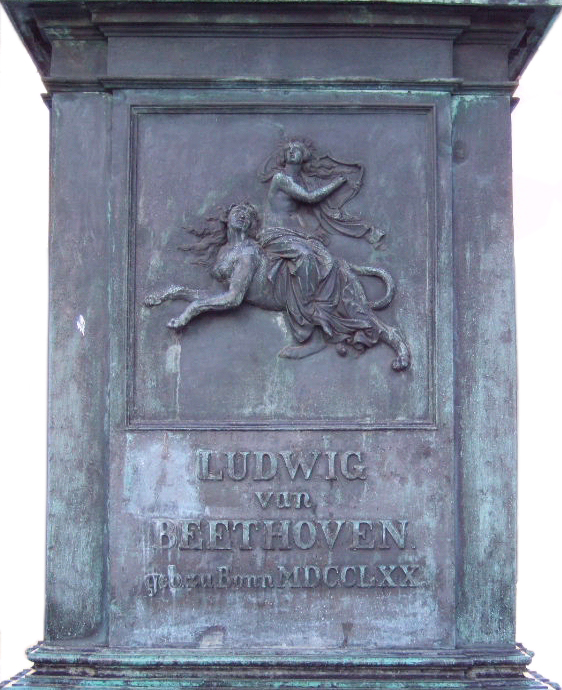
Ansicht von vorne
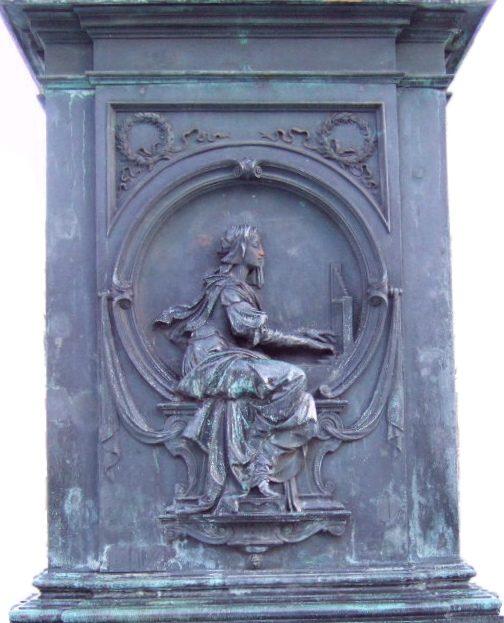
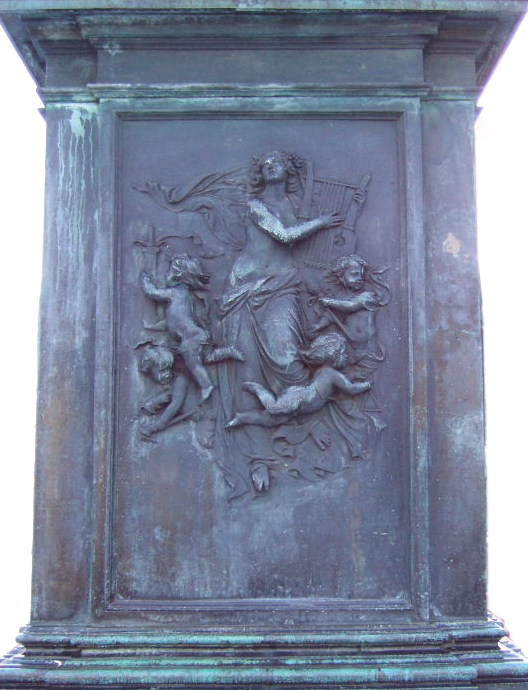
hinten
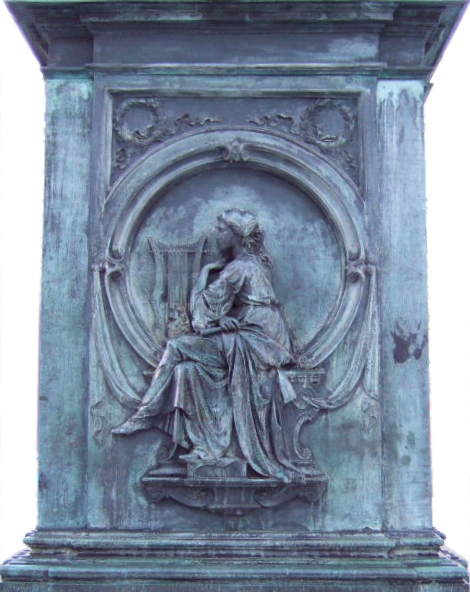